# باغ گیاه‌شناسی کیتو
باغ گیاه‌شناسی کیتو (اسپانیایی: Jardín Botánico de Quito‎) یک پارک، باغ گیاه‌شناسی، درختستان و گلخانه به مساحت ۱۸٬۳۰۰ متر مربع است که در شهر کیتو، اکوادور واقع شده‌است و گونه‌های گیاهی این کشور را در خود جای داده‌است (اکوادور یکی از ۱۷ کشور ثروتمند جهان از نظر گونه‌های بومی گیاهی است و یک مطالعهٔ به‌روز شده بر روی گیاگان طبقه‌بندی‌شدهٔ اکوادور نشان می‌دهد که ۱۷٬۰۰۰ گونه در این کشور وجود دارند). کد شناسایی باغ گیاه‌شناسی کیتو به‌عنوان عضو سازمان بین‌المللی حفاظت از باغ‌های گیاه‌شناسی (BGCI) QUITO است که نشانگر حروف اول نام هرباریوم آن نیز هست.